# 岡田文次
岡田 文次（おかだ ぶんじ、1874年〈明治7年〉1月1日 - 1943年〈昭和18年〉7月23日）は、日本の内務官僚、政治家、実業家。官選栃木県知事、樺太庁長官、警視総監、貴族院議員。旧姓・浜田。

## 経歴
山形県出身。米沢市関東町にて餌差(足軽階級)であった浜田長之助の長男として生まれ、岡田義質の養子となる。米沢尋常中学興譲館を経て、1898年7月、東京帝国大学法科大学撰科を卒業。同年12月、文官高等試験に合格し、内務属となり警保局に配属された。
1899年5月、沖縄県参事官兼臨時沖縄県土地整理事務局事務官に就任。以後、山梨県警察部長、千葉県警察部長、新潟県事務官・第四部長、警視庁第二部長、同官房主事などを歴任。
1911年8月11日、栃木県知事に就任。1914年6月、樺太庁長官に転じた。1916年10月、警視総監に就任。1918年9月に退任後、同月21日、貴族院勅選議員に任じられ、同和会に属し死去するまで在任。
その他、1919年12月、国際活映株式会社社長に就任している。

## 栄典
- 1915年（大正4年）11月10日 - 大礼記念章[3]
- 1920年（大正9年）11月1日 - 勲二等瑞宝章[4]
- 1940年（昭和15年）11月10日 - 紀元二千六百年祝典記念章[5]